# Philipp Friedrich Wilhelm Vogt

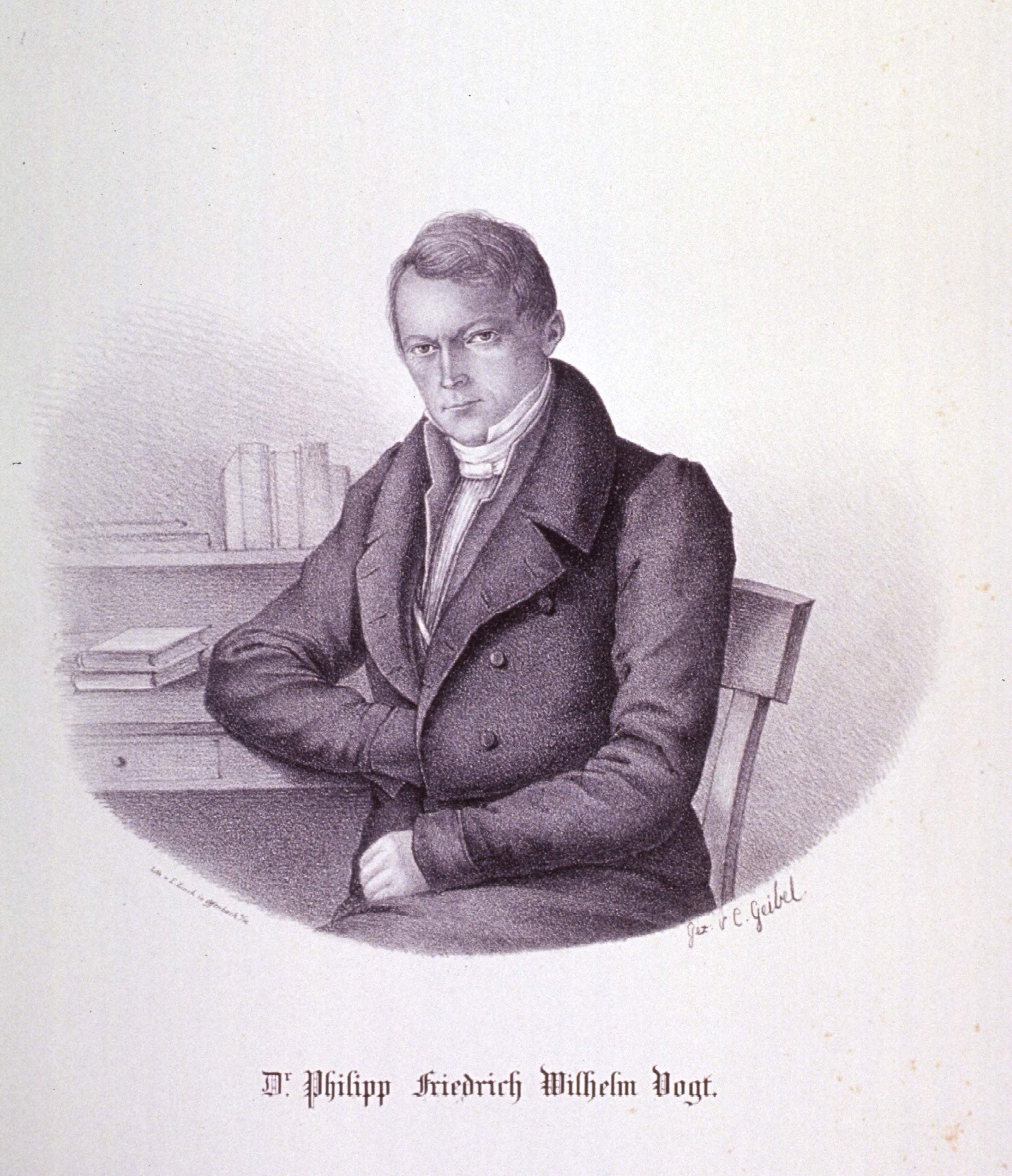
Friedrich Wilhelm Vogt, Kupferstich nach Casimir Geibel

Philipp Friedrich Wilhelm Vogt (* 8. Februar 1789 in Hausen bei Gießen; † 1. Februar 1861 in Bern) war ein deutsch-schweizerischer Mediziner.

## Leben
Vogt studierte an der Ludoviciana in Gießen Medizin. 1807 wurde er Mitglied des Corps Franconia Gießen. Das Studium schloss er 1812 mit der Promotion ab. 1817 wurde er ordentlicher Professor der Medizin in Gießen. Er forschte auf dem Gebiet der Pharmakodynamik und der Toxikologie. Politisch gehörte er zu den Liberalen. Nach der Julirevolution 1830 in Paris gründete er einen Leseclub. Durch seine Heirat mit Louise Follen war er Schwager der Mitbegründer der Burschenschaften Adolf Ludwig und Karl Follen. Der drohenden politischen Verfolgung konnte er 1834 durch die Annahme eines Rufes auf eine Professur in Medizin an der neu gegründeten Universität Bern entgehen, die er bis zu seinem Tode innehatte.
Alle seine Kinder betätigten sich politisch im Sinne des Vaters. Carl war Abgeordneter der Paulskirche und später in der Schweiz politisch aktiv. Gustav Vogt (1829–1901) lehrte Jura an der Universität Bern und war Chefredakteur. Emil Vogt (1820–1883) war Rechtsanwalt. Adolf Vogt (1823–1907) war Professor für Hygiene in Bern. Seine Tochter Luise heiratete Hans Kudlich, der am Wiener Oktoberaufstand 1848 und am  Pfälzischen Aufstand teilgenommen und wie viele andere in Deutschland verfolgte Demokraten in seinem Haus Zuflucht gefunden hatte.

## Werke
- Lehrbuch der Pharmakodynamik. 2., verm. u. verb. Aufl. Giessen : Heyer, 1828. Digitalisierte Ausgabe der Universitäts- und Landesbibliothek Düsseldorf
- Lehrbuch der Pharmakodynamik. 2., verm. u. verb. Aufl. Wien : Haykul [u. a.], 1828 Digitalisierte Ausgabe der Universitäts- und Landesbibliothek Düsseldorf
- Lehrbuch für Receptirkunst für Ärzte. Gießen 1829
- Lehrbuch der Pharmakodynamik. 3. Aufl. Wien : Gerold, 1832 Digitalisierte Ausgabe der Universitäts- und Landesbibliothek Düsseldorf